# Papuogryllacris
Papuogryllacris is een geslacht van rechtvleugeligen uit de familie Gryllacrididae. De wetenschappelijke naam van dit geslacht is voor het eerst geldig gepubliceerd in 1909 door Achille Griffini.

## Soorten
Het geslacht Papuogryllacris omvat de volgende soorten:
- Papuogryllacris adoxa Karny, 1928
- Papuogryllacris biroi Griffini, 1909
- Papuogryllacris circumdata Karny, 1930
- Papuogryllacris diluta Griffini, 1909
- Papuogryllacris dimidiata Brunner von Wattenwyl, 1888
- Papuogryllacris doriae Griffini, 1909
- Papuogryllacris gestri Griffini, 1909
- Papuogryllacris gridellii Karny, 1928
- Papuogryllacris leeuweni Karny, 1930
- Papuogryllacris ligata Brunner von Wattenwyl, 1888
- Papuogryllacris manokwari Gorochov, 2007
- Papuogryllacris obiensis Hebard, 1922
- Papuogryllacris parvolaminata Karny, 1930
- Papuogryllacris piceicollis Karny, 1930
- Papuogryllacris purarica Griffini, 1909
- Papuogryllacris rammei Karny, 1928
- Papuogryllacris trianguligera Griffini, 1911
- Papuogryllacris vidua Griffini, 1909